# Vienna Open 2021 - Qualificazioni singolare
Le qualificazioni del singolare al Vienna Open 2021 sono state un torneo di tennis preliminare per accedere alla fase finale della manifestazione. I vincitori dell'ultimo turno sono entrati di diritto nel tabellone principale. In caso di ritiro di uno o più giocatori aventi diritto, a questi sono subentrati i Lucky loser, ossia i giocatori che hanno perso nell'ultimo turno ma che avevano una classifica più alta rispetto agli altri partecipanti che avevano comunque perso nel turno finale.

## Teste di serie
1. Frances Tiafoe (qualificato)
2. Marcos Giron (primo turno)
3. Kevin Anderson (qualificato)
4. Dominik Koepfer (ultimo turno)

1. Gianluca Mager (qualificato)
2. Alexei Popyrin (qualificato)
3. Roberto Carballés Baena (ultimo turno)
4. Peter Gojowczyk (primo turno)

### Qualificati
1. Frances Tiafoe
2. Alexei Popyrin

1. Kevin Anderson
2. Gianluca Mager

## Tabellone

### Legenda
| - Q = Qualificato - WC = Wild card - LL = Lucky loser | - ALT = Alternate - SE = Special Exempt - PR = Protected Ranking | - w/o = Walkover - r = Ritirato - d = Squalificato |

### Sezione 1
|  | Primo turno | Primo turno     | Primo turno     | Primo turno | Primo turno |  |  | Ultimo turno | Ultimo turno   | Ultimo turno | Ultimo turno | Ultimo turno |  |
|  |             |                 |                 |             |             |  |  |              |                |              |              |              |  |
|  | 1           | Frances Tiafoe  | 6               | 3           | 6           |  |  |              |                |              |              |              |  |
|  |             | Alex Molčan     | 4               | 6           | 1           |  |  | 1            | Frances Tiafoe | 65           | 6            | 6            |  |
|  | WC          | Lucas Miedler   | Lucas Miedler   | 7           | 6           |  |  | WC           | Lucas Miedler  | 7            | 4            | 3            |  |
|  | 8           | Peter Gojowczyk | Peter Gojowczyk | 64          | 2           |  |  |              |                |              |              |              |  |

### Sezione 2
|  | Primo turno | Primo turno     | Primo turno     | Primo turno | Primo turno |  |  | Ultimo turno | Ultimo turno   | Ultimo turno | Ultimo turno | Ultimo turno |  |
|  |             |                 |                 |             |             |  |  |              |                |              |              |              |  |
|  | 2           | Marcos Giron    | Marcos Giron    | 65          | 4           |  |  |              |                |              |              |              |  |
|  |             | Norbert Gombos  | Norbert Gombos  | 7           | 6           |  |  |              | Norbert Gombos | 63           | 7            | 5            |  |
|  |             | Feliciano López | Feliciano López | 5           | 68          |  |  | 6            | Alexei Popyrin | 7            | 6(0)         | 7            |  |
|  | 6           | Alexei Popyrin  | Alexei Popyrin  | 7           | 7           |  |  |              |                |              |              |              |  |

### Sezione 3
|  | Primo turno | Primo turno             | Primo turno    | Primo turno | Primo turno |  |  | Ultimo turno | Ultimo turno            | Ultimo turno | Ultimo turno | Ultimo turno |  |
|  |             |                         |                |             |             |  |  |              |                         |              |              |              |  |
|  | 3           | Kevin Anderson          | Kevin Anderson | 6           | 6           |  |  |              |                         |              |              |              |  |
|  | Alt         | Jurij Rodionov          | Jurij Rodionov | 1           | 4           |  |  | 3            | Kevin Anderson          | 7            | 4            | 7            |  |
|  | WC          | Dominic Stricker        | 4              | 6           | 1           |  |  | 7            | Roberto Carballés Baena | 5            | 6            | 65           |  |
|  | 7           | Roberto Carballés Baena | 6              | 3           | 6           |  |  |              |                         |              |              |              |  |

### Sezione 4
|  | Primo turno | Primo turno     | Primo turno     | Primo turno | Primo turno |  |  | Ultimo turno | Ultimo turno    | Ultimo turno | Ultimo turno | Ultimo turno |  |
|  |             |                 |                 |             |             |  |  |              |                 |              |              |              |  |
|  | 4           | Dominik Koepfer | Dominik Koepfer | 7           | 6           |  |  |              |                 |              |              |              |  |
|  | Alt         | Alex Bolt       | Alex Bolt       | 6           | 1           |  |  | 4            | Dominik Koepfer | 3            | 6            | 3            |  |
|  | WC          | Alexander Erler | 7               | 2           | 4           |  |  | 5            | Gianluca Mager  | 6            | 3            | 6            |  |
|  | 5           | Gianluca Mager  | 62              | 6           | 6           |  |  |              |                 |              |              |              |  |